# George Baden-Powell
Sir George Smyth Baden Powell (24 de diciembre de 1847 - 20 de noviembre de 1898) es el hijo del reverendo y matemático Baden Powell y hermano del fundador del movimiento Scout, Robert Baden-Powell. fue un político y diputado conservador del Liverpool Kirkdale desde 1885 hasta 1898. También se desempeñó como comisionado en Victoria, Australia , las Indias Occidentales , Malta y Canadá.

## Biografía
nace el 24 de diciembre de 1847, su padre fue el matemático y reverendo Baden Powell, (quien ocupó la cátedra Savilian de Geometría en la Universidad de Oxford desde 1827 hasta 1860) con el segundo nacimiento de su tercer matrimonio de Henrietta Grace Smyth (Quien era la hija mayor de William Henry Smyth y su esposa Annarella). casados el 10 de marzo de 1846.
su educación fueron realizados en St. Paul's School, Londres, y en Marlborough College, Marlborough, Wiltshire. Continuó en Balliol College, Universidad de Oxford, donde se graduó como Doctor en Derecho (LL.D.).
En tema de su carrera como político y diputado. Fue nombrado miembro de la Royal Society (FRS). Fue autor de temas políticos, financieros y coloniales. Fue diputado conservador del Liverpool Kirkdale desde 1885 hasta 1898.

## Familia
George Baden-Powell, se cason con Frances Wilson el 8 de abril de 1893, Tuvieron dos hijos
- Maud Kirkdale Baden-Powell (27 de julio de 1895 - 6 de diciembre de 1981)
- Donald Ferlys Wilson Baden-Powell (5 de octubre de 1897-11 de septiembre de 1973)

## Exploraciones
En 1896, llevó su yate Otaria a la isla de Novaya Zemlya en el Ártico para observar el eclipse solar total de ese año . A su regreso a Vardø, Noruega, conoció a su amigo Fritjof Nansen, que acababa de regresar de su viaje de tres años a la deriva por el Ártico. George, con la intención de iniciar la búsqueda de Nansen, puso su yate a disposición de Nansen para buscar el barco de Nansen, el Fram , pero solo habían llegado a Hammerfest. (300 millas al oeste a lo largo de la costa norte de Noruega) cuando les llegó la noticia de que el Fram también había regresado a Noruega.

## Publicaciones
- George Baden-Powell (1872), Nuevas casas para el viejo país.
- George Baden-Powell (1882), Ayuda estatal e interferencia estatal.
- George Baden-Powell, ed. (1888), La verdad sobre la autonomía.